# پرچم خرس (فرهنگ همجنسگرایی)

پرچم افتخار جامعهٔ خرس

پرچم بین‌المللی جامعهٔ خرس (انگلیسی: International Bear Brotherhood Flag) بدین منظور طراحی شد تا نمایانگر خرده فرهنگ خرس در جامعهٔ همجنسگرایان باشد. «Craig Byrnes» در سال ۱۹۹۵ پرچم افتخار خرس را طراحی کرد. این پرچم شامل رنگ پشم انواع حیوان خرس در سراسر دنیا و نه لزوماً رنگ پوست و موی انسان همجنسگراست. این رنگ‌ها عبارتند از قهوه‌ای تیره، خرمایی، زرد، کِرِمی، سفید، خاکستری و سیاه. فرهنگ همجنسگرایی خرس، صفات ثانویهٔ جنسی را که شامل رویش موی بدن و صورت که از ویژگی‌های خرس بودن است را گرامی می‌دارد.

## نگارخانه

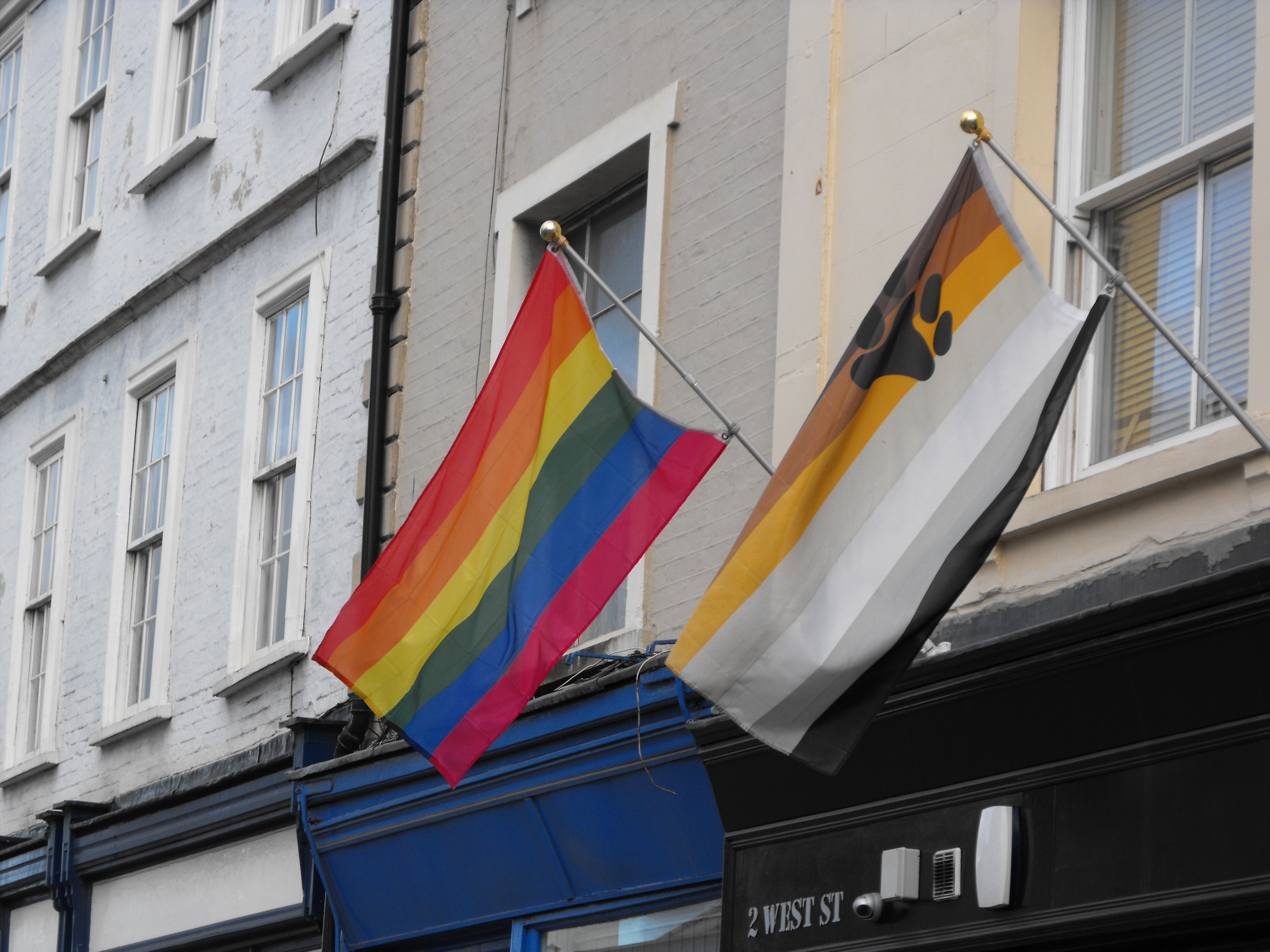